# Maria Anna Schwegelin
Maria Anna Schewegelin, född 1729, död 1781, blev år 1775 den kanske sista person som dömdes till döden för häxeri i Tyskland och en av de sista i Europa. Hon avled i fängelset, men avrättningen troddes länge ha verkställts, därför har hon ofta kallats den sista person som avrättats för häxeri i Tyskland.
Schwegelin föddes i fattigdom i Kempten im Allgäu och arbetade som tjänare. År 1751 anställdes en protestantisk kusk i hushållet som konverterade till katolicismen: Schwegelin anses ha försökt förhindra konverteringen. År 1769 skadade hon benet, och året därpå placerades hon på fattighus. Misstankar om att hon och kusken var inblandade i satanism ledde till en arrestering. Hon ska självmant ha erkänt att hon slutit en pakt med Djävulen. Hon dömdes som skyldig till häxeri att avrättas den 11 april 1775. I juli 1775 tycks dock domen ha glömts bort, och Schwegelin kvarblev i fängelset, där hon avled av naturliga orsaker år 1781.
Avrättningen troddes länge ha verkställts, och Schwegelin har därför kallats den sista person som avrättades för häxeri i Tyskland. Den sista person som avrättades för häxeri i Europa var i stället Anna Göldi i Schweiz år 1782, eller Barbara Zdunk i Polen år 1811. Schwegelin var dock den sista person som dömdes för häxeri i Tyskland.